# Anupam Tripathi
Anupam Tripathi (em hindi: अनुपम त्रिपाठी; Nova Déli, 2 de novembro de 1988) é um ator indiano, que reside atualmente na Coreia do Sul. Ele participou de várias séries de televisão e filmes sul-coreanos. O seu primeiro papel principal foi interpretar Ali Abdul na série dramática de sobrevivência sul-coreana Squid Game (2021) da Netflix.

## Biografia
Anupam Tripathi nasceu em Nova Deli, em 2 de novembro de 1988. Começou a ter interesse pela representação depois de interpretar um escravo numa produção teatral de Spartacus. Fez parte do grupo de teatro Behroop, do dramaturgo Shahid Anwar, de 2006 a 2010.
Tripathi começou a treinar canto e representação em 2006. Tencionava frequentar a Escola Nacional de Drama de Nova Deli, mas se mudou para a Coreia do Sul em 2010 para frequentar a Universidade Nacional de Artes da Coreia com uma bolsa de estudos da Ásia. Falou sobre a dificuldade inicial de adaptação às diferenças culturais e linguísticas, mas depois tornou-se fluente em coreano em menos de dois anos.

## Carreira
Tripathi começou a atuar em peças de teatro e anúncios coreanos durante o seu terceiro ano na universidade. O seu primeiro crédito em longas-metragens foi como um homem do Sri Lanka sem nome em Ode to My Father (2014). Ele teve um papel menor na peça 불량청년, que foi selecionada para o 36º Festival Internacional de Teatro de Seul, e teve vários papéis secundários em séries de televisão como Hospital Playlist (2020), Rain or Shine (2017), e filmes como Space Sweepers (2021) e Asura: The City of Madness (2015). Muitos dos seus papéis estão relacionados com o facto de ser um trabalhador migrante na sociedade coreana.
O primeiro crédito do elenco principal de Tripathi foi como o trabalhador paquistanês Ali Abdul na série original da Netflix Squid Game (2021). O diretor Hwang Dong-hyuk disse que era “difícil encontrar bons actores estrangeiros na Coreia” e que escolheu Tripathi devido à sua capacidade de representação emocional e fluência em coreano.

## Filmografia

### Filme
| Ano                          | Título                     | Papel                  | Notas              | Ref.   |
| ---------------------------- | -------------------------- | ---------------------- | ------------------ | ------ |
| 2014                         | Ode to My Father           | Imigrante do Sri Lanka |                    |        |
| 2015                         | The Phone                  | Charles                |                    | [ 8 ]  |
| 2016                         | Asura: The City of Madness | Trabalhador ndiano     |                    | [ 9 ]  |
| 2016                         | Luck Key                   | Indiano                |                    | [ 9 ]  |
| 2017                         | Heart Blackened            | Gerente de fábrica     |                    | [ 8 ]  |
| 2017                         | ko                         | Chefe nepalês          |                    |        |
| 2019                         | Miss and Mrs. Cops         | Subordinado saudita    |                    |        |
| 2021                         | Space Sweepers             | Assessor de Sullivan   |                    |        |
| 2021                         | The 8th Night              | Pastor                 | Voice              |        |
| 2022                         | Vanishing                  | Foreign broker         | Special appearance | [ 10 ] |
| Changhon: Night of Salvation | Anuat                      |                        | [ 11 ]             |        |

### Séries
| Ano  | Título                      | Papel                               | Notas                           | Ref.   |  |
| ---- | --------------------------- | ----------------------------------- | ------------------------------- | ------ |  |
| 2015 | Hogu's Love                 |                                     |                                 | [ 5 ]  |  |
| 2015 | Let's Eat 2                 | Garçom de restaurante               | Cameo (Episódio 4)              |        |  |
| 2016 | Descendants of the Sun      | Man that gives the shoe to Dr. Kang | Cameo (Episódio 6–7)            | [ 12 ] |  |
| 2016 | The K2                      | Homem ferido                        | Cameo (Episódio 2)              |        |  |
| 2017 | Just Between Lovers         | cliente de Sook-hee                 |                                 |        |  |
| 2021 | Squid Game                  | Ali Abdul                           | Papel principal (Episódios 1-6) |        |  |
| 2023 | King the Land               | Prince Samir                        | Coadjuvante (Episódios 7–8)     |        |  |
| 2024 | IC 814: The Kandahar Hijack | Ram                                 | Papel principal (Episódios 1-6) |        |  |